# بی‌ای‌پی پاکوچا (اس‌اس-۴۸)
بی‌ای‌پی پاکوچا (اس‌اس-۴۸) (به انگلیسی: BAP Pacocha (SS-48)) یک زیردریایی بود که طول آن ۳۰۷ فوت ۷ اینچ (۹۳٫۷۵ متر) بود. این زیردریایی در سال ۱۹۴۴ ساخته شد.